# Евтихиев, Николай Николаевич (учёный)
Николай Николаевич Евтихиев (16 октября 1922, Москва — 26 июля 2010, Москва) — советский и российский учёный в области научного приборостроения. Герой Социалистического Труда (1986). Aкадемик АН СССР/РАН (1987).

## Биография
В 1940 году после окончания школы был призван в армию. Участник Великой Отечественной войны. Воевал на Центральном, 1 и 2-м Белорусских фронтах. Награждён боевыми наградами.
После демобилизации в 1952 году окончил Московский энергетический институт.
В 1956—1964 годах — ассистент, доцент кафедры информационно-измерительной техники.
В 1964—1998 годах — ректор Всесоюзного заочного энергетического института (в 1967 году преобразован в Московский институт радиотехники, электроники и автоматики — МИРЭА). Провёл комплекс мероприятий по преобразованию ВЗЭИ в высшее учебное заведение нового типа, в котором осуществлялась подготовка инженеров по системе «вуз — базовое предприятие», предусматривающей активное участие в учебном процессе крупнейших учёных, непосредственно работающих на базовых предприятиях, подготовку специалистов по индивидуальным учебным планам, учитывающим нужды конкретного базового предприятия, и, наконец, участие студентов в непосредственной работе на выпускающей кафедре в период обучения в институте. По его инициативе в 1980 году был организован Институт информатики МИРЭА, ставший головной организацией России по прикладным проблемам высокотемпературной сверхпроводимости. В 1993 году МИРЭА получил статус государственного технического университета.
В 1964—1997 годах — заведующий кафедрой информационно-измерительной техники (ныне — кафедра информационных систем) факультета кибернетики МИРЭА.
С 1998 года — президент МИРЭА, с 1999 года — научный руководитель Центра открытых систем МИРЭА.
Автор открытия, более 80 изобретений, более 400 научных трудов, включающих монографии, учебники, научные статьи, в том числе опубликованные за рубежом. Более 30 лет возглавлял кафедру кибернетики (ныне — кафедра информационных систем, входит в состав Института кибернетики МИРЭА), являлся председателем диссертационного и членом ряда научных советов. Под его руководством подготовлены более 60 аспирантов.
Член-корреспондент c 1979 года, академик АН СССР c 1987 года — Отделение информационных технологий и вычислительных систем (оптические методы обработки информации).
Умер 26 июля 2010 года, похоронен на Троекуровском кладбище Москвы.

## Семья
Сын — Николай (род. 1951), бывший префект ВАО Москвы, д.т. н., профессор, заслуженный деятель науки РФ.

## Научная деятельность
Основные научные работы посвящены развитию теории, принципов построения и реализации систем обработки информации, основанных на нетрадиционных, в том числе оптических и электромагнитных явлениях.

## Награды и звания
- Герой Социалистического Труда (1986).
- Орден «За заслуги перед Отечеством» III степени (1997)[2]
- Орден Ленина.
- Орден Трудового Красного Знамени.
- Орден Отечественной войны 1-й и 2-й степени.
- Орден «Знак Почёта».
- Медали.
- «Заслуженный деятель науки и техники».
- «Почётный работник высшей школы».